# Coracina morio
El oruguero de Célebes (Coracina morio) es una especie de  ave en la familia Campephagidae.

## Distribución y hábitat
Es endémica de Sulawesi en Indonesia. Sus hábitats naturales son los bosques bajos húmedos subtropicales o tropicales y los bosques montanos húmedos.